# Fakultet organizacije i informatike u Varaždinu
Fakultet organizacije i informatike Sveučilišta u Zagrebu (FOI) nalazi se u Varaždinu, Hrvatska. 

## Povijest
Dana 18. prosinca 1974. Fakultet organizacije i informatike započinje s radom jer je tog dana nastalo Znanstveno-nastavno vijeće koje se sastojalo od nastavnika i profesora izabranih od strane Matičarske komisije Sveučilišta u Zagrebu.
Centar za ekonomski studij u Varaždinu osnovao je Narodni odbor kotara Varaždin 13. srpnja 1960. godine. Isti je Centar bio temelj na komu se gradila Viša ekonomska škola u Varaždinu, osnovana 1. lipnja 1962. Viša ekonomska škola 9. prosinca 1974. prerasla je u Fakultet organizacije i informatike . 1985. godine uspostavljen je poslijedoplomski znanstveni studij iz iz informacijskih znanosti koji je obnovljen 1996. godine, a uključivao je i doktorski studij.
Prvi magistarski rad i prva doktorska disertacija obranjeni su prije ustanovljenja poslijediplomskoga studija. Prvi magistarski rad obranio je Borut Juvanec 21. srpnja 1980. na studiju Istraživanje i unaprjeđivanje dizajna. Prvi doktorat znanosti stekao je 24. studenoga 1981. Boris Zver, na tezu Proces pripremanja i donošenja samoupravnih i poslovodnih odluka, te njihov utjecaj na rezultate poslovanja organizacija udruženog rada. Prvi poslijediplomski studij koji se u cijelosti izvodio na Fakultetu počeo je akademske 1981./1982. godine pod nazivom Samoupravno organiziranje i odlučivanje.
Tadašnji Centar za studij bibliotekarstva, dokumentacije i informacionih znanosti pri Referalnom centru Sveučilišta u Zagrebu nudio je od 1961. studije, koji su osigurali osnovicu za razvoj suvremenoga poslijediplomskoga studija na Fakultetu. Zadnja generacija studenata ovoga PDS-a bila je upisana akademske 1979./1980. godine; studij se u početku zvao Specijalno bibliotekarstvo.

## Uvođenje europskog sustava prijenosa ECTS bodova
Sveučilište u Zagrebu na sjednici Senata 1999. odlučilo je uvesti europski sustav prijenosa ECTS bodova. Nakon što je Republika Hrvatska 2001. pristupila Bolonjskoj deklaraciji, ECTS bodovni sustav postaje instrument harmonizacije visokoga školstva u zemlji.

Od akademske godine 2005./2006. na FOI-u je uveden Bolonjski sustav studiranja.

## Prijediplomski studij
FOI je do akademske godine 2020./2021. samostalno izvodio preddiplomski studij koji je imao dva smjera, a danas je to jedan s četiri modula:
- Informacijski i poslovni sustavi

Procesom revizije, a prateći trendove i suvremeno tržište rada, od akademske godine 2020./2021. Fakultet izvodi studijski program Informacijski i poslovni sustavi. Revidirani studijski program Informacijski i poslovni sustavi na prvoj i drugoj godini studija studentima omogućava polaganje iste grupe obaveznih predmeta, dok im se na trećoj godini omogućavaju nove izbornosti, odnosno nove četiri grupe izbornih predmeta, usklađenih s ovim modulima:
- Razvoj programskih sustava
- Umjetna inteligencija u poslovanju
- Umreženi sustavi i računalne igre
- Analiza i dizajn poslovnih sustava.

FOI izvodi i prijediplomski studij u polju ekonomije: 
- Ekonomika poduzetništva.

## Diplomski studij
- Informacijsko i programsko inženjerstvo
- Organizacija poslovnih sustava
- Baze podataka i baze znanja
- Informatika u obrazovanju
- Ekonomika poduzetništva

Na FOI-ju također postoji i doktorski studij te razni specijalistički studiji.

## Poslijediplomski studij
- Doktorski studij Informacijske znanosti
- Doktorski studij Upravljanje digitalnim inovacijama
- Specijalistički studiji: E-učenje u obrazovanju i poslovanju, Upravljanje sigurnošću i revizijom informacijskih sustava te Menadžment poslovnih sustava.

## Stručni studij

### Primjena informacijske tehnologije u poslovanju
- Nastava se održava u Varaždinu te centrima Zagreb i Sisak
- Preddiplomski stručni studij traje 3 godine i nosi 180 ECTS bodova
- Završetkom studija stječu naziv stručnog prvostupnika/prvostupnice poslovne informatike
- Kompetencije koje završetkom studija se stječu su sljedeće: poznavanje područja matematike, ekonomije te stranih jezika kao podloga za usvajanje potrebnih stručnih znanja, poznavanje ekonomskih metoda te metoda upravljanja organizacijom, poznavanje životnog ciklusa proizvoda, modeliranje jednostavnih programskih rješenja, sposobnost primjene programske potpore za jednostavne organizacijske procese, poznavanje izrade dokumentacije informacijskih sustava

## Dekani i direktori

### Direktori Centra za ekonomski studij
- Ivan Kocijan (1960. – 1961.)
- Mladen Habek (1961. – 1962.)
- Martin Cerovac (1962. – 1969.)

### Direktori i dekani Više ekonomske škole
- Mladen Habek (1962.)
- Aleksandar Bergstein (1962. – 1964.)
- Ivan Kocijan (1964. – 1966.)
- Aleksandar Bergstein (1966. – 1968.)
- Juraj Martinčević (1968. – 1969.)
- Franjo Ruža (1969. – 1970.)
- Stjepan Mihalić (1970. – 1971.)
- Ivan Kocijan (1971. – 1972.)
- Zvonimir Gabud (1972. – 1974.)
- Franjo Ruža (1974.)[3][4]

### Dekani Fakulteta
- Franjo Ruža (1974. – 1976.)
- Stjepan Mihalić (1976. – 1978.)
- Franjo Ruža (1978. – 1980.)
- Stjepan Bratko (1980. – 1982.)
- Miroslav Žugaj (1982. – 1983.)
- Boris Zver (1983. – 1987.)
- Franjo Ruža (1987. – 1988.)
- Miroslav Žugaj (1988. – 1990.)
- Boris Zver (1990. – 1995.)
- Boris Aurer (1995. – 1999.)
- Miroslav Žugaj (1999. – 2001.)
- Tihomir Hunjak (2001. – 2003.)
- Željko Hutinski (2003. – 2007.)
- Tihomir Hunjak (2007. – 2011.)
- Vjeran Strahonja (2011. – 2015. )
- Neven Vrček (2015. – 2019.)
- Nina Begičević Ređep (2019. – 2023.)
- Marina Klačmer Čalopa (2023. – )

## Vanjske poveznice
- FOI - Fakultet organizacije i informatike, u Varaždinu.